# Colverde
Colverde är en kommun i provinsen Como i regionen Lombardiet i Italien. Kommunen hade 5 416 invånare (2018).
Kommunen Colverde bildades den 4 februari 2014 genom en sammanslagning av de tidigare kommunerna Drezzo, Gironico och Parè.